# Mortiis
 (janvier 2008).
Si vous disposez d'ouvrages ou d'articles de référence ou si vous connaissez des sites web de qualité traitant du thème abordé ici, merci de compléter l'article en donnant les références utiles à sa vérifiabilité et en les liant à la section « Notes et références ».
Mortiis [mɔʁ'tiːs] est un projet musical de Håvard Ellefsen créé en 1993 et basé à Notodden en Norvège, près d'Oslo dans le comté de Telemark. Au commencement, Mortiis était purement et simplement un projet solo de Håvard Ellefsen, qui souhaitait transmettre une histoire par le biais de la musique. Puis, au fil du temps, le projet s'est lentement transformé en groupe musical.
Tantôt en groupe, tantôt en solo, Håvard Ellefsen est le seul membre constant du projet Mortiis. C'est ainsi que ce nom est devenu à la fois, le nom du groupe musical et le pseudonyme de Håvard Ellefsen.
Mortiis vient du latin mortis signifiant « (qui a trait à la) mort », « mortel », etc.

## Biographie d'Håvard Ellefsen
Håvard Ellefsen est né le 25 juillet 1975 à Skien, une commune située près d'Oslo, dans le comté de Telemark, en Norvège. Il a commencé sa carrière musicale en tant que membre fondateur et guitariste du groupe musical de black metal Emperor.
Emperor a été fondé en 1991 ; Håvard Ellefsen n'est resté qu'un an dans le groupe. On peut l'entendre dans la démo Wrath Of The Tyrant sortie en 1992, dans l'EP Emperor sorti en 1993 mais enregistré en studio en décembre 1992 et sur l'album In the Nightside Eclipse, sorti en 1994 et reprenant des chansons extraites de la démo et de l'EP. Håvard Ellefsen a aidé à l'écriture de cet album alors qu'il était déjà lancé dans son projet musical solo, mais les relations entre le groupe et lui semblent s'en arrêter là, car il n'y a eu aucun autre rapprochement entre les deux groupes musicaux depuis cette date.
Si Håvard Ellefsen a quitté Emperor en 1992, c'est qu'il a fait face à des divergences musicales au sein du groupe. En effet, après avoir quitté Emperor, le style de Mortiis n'était plus lié au black metal mais s'apparente plus de la musique expérimentale, se rapprochant du dark ambient avec des tendances médiévales. C'est ainsi que le bassiste du groupe Emperor se transforma en auteur-compositeur-interprète, jouant essentiellement avec des synthétiseurs.
Au début de sa carrière solo, Håvard Ellefsen a beaucoup expérimenté sa musique. C'est ainsi que naquit, en parallèle du projet Mortiis, le groupe Vond en 1994, Cintecele Diavolui en 1996 et Fata Morgana (Mortiis) en 1997.
Dark Dungeon Music est le propre label de Mortiis. Ce label indépendant a fonctionné entre 1995 et 1999, quand Håvard Ellefsen résidait à Halmstad, dans le Comté de Halland en Suède. C'est ainsi que Mortiis a pu vendre la plupart de ses disques vinyles en édition limitée. Lors de la dissolution du label fin 1999, Håvard Ellefsen est retourné vivre en Norvège à Notodden dans le comté de Telemark.
Mortiis s'est transformé en groupe musical peu de temps après la sortie de l'album The Smell of Rain en 2001. Puis, au fil du temps, le line-up changera régulièrement et Håvard Ellefsen, le leader du groupe, se retrouvera seul membre constant ; c'est ainsi qu'il fut appelé par défaut Mortiis.
Håvard Ellefsen a aidé au travail de la bande originale des films Broken et The Devil's Chair en 2007. Ces deux films ont été réalisés par Adam Mason, qui a d'abord travaillé avec Mortiis sur le vidéoclip Decadent & Desperate pour l'album The Grudge en 2005.

## Historique musical

### «L'Ère I» - 1993 à 2001
Le nom d'« Ère I » n'a jamais été choisi intentionnellement par Håvard Ellefsen. Ce terme a vu le jour en 2001, lorsque Mortiis produisit l'album The Smell of Rain. En effet, voulant marquer d'une manière significative la transition musicale des CD antérieurs à l'album, Håvard Ellefsen décida de diviser sa carrière musicale en « ères » chaque fois qu'il changerait profondément le style de son projet musical. C'est ainsi que tous les travaux antérieurs à l'album The Smell of Rain ont été incorporés dans l'Ère I.
Tous les albums de l'Ère I, de The Song of a Long Forgotten Ghost en 1993 à The Crypt of a Wizard en 1998, ont été composés entièrement à l'aide de synthétiseurs et sont essentiellement écrits en norvégien. L'ancien guitariste du groupe Emperor montre ainsi dans les albums de l'Ère I qu'il peut être un claviériste créant des sons qu'il décrit comme une « musique sombre de cachot », nom de son label, Dark Dungeon Music.
Le dernier album de cette époque est The Stargate. Dans cet opus, Mortiis montre un genre musical plus développé que dans les autres albums. En effet, Håvard Ellefsen introduisit une plus large gamme d'instruments, dont les guitares acoustiques, les flûtes et les voix sombres, principalement assurées par l'artiste lyrique soprano Sarah Jezebel Deva qui quitta le groupe en 2001.

### «L'Ère II» - 2001
L'album The Smell of Rain, sorti en octobre 2001, a déçu de nombreux fans de Mortiis. En effet, les chansons ont été perçues comme trop electropop. De plus, Håvard Ellefsen produisait ces chansons pour la première fois sur scène sans aucune préparation. C'est à cette époque que Håvard Ellefsen décida qu'il avait besoin de collaborateurs pour produire ses futurs albums. Cet événement a contribué à changer la façon dont Mortiis travaille en transformant son projet solo en groupe musical.

### «L'Ère III» - 2005 à aujourd'hui
Le début de l'Ère III vint avec l'album The Grudge, sorti en 2005, qui a pris une tournure encore plus dramatique que dans les époques antérieures. En effet, quand Håvard Ellefsen produisit l'album, il se tournait vers un rock industriel assez lourd, combinant guitares puissantes et programmation industrielle. Cet album a été assuré par Mortiis au chant et à la composition ; Åsmund Sveinnungard et Levi Gawron à la guitare ; Leo Troy à la batterie ; ainsi que Endre Tonnesen et Magnus Abelsen à la guitare basse, spécialement embauché à l'occasion de la production en studio de l'album.
Certains fans ont été déçus par la tournée, mais elle permit au groupe Mortiis de gagner en notoriété. En 2005, le Conseil norvégien de la culture décida que l'album The Grudge devrait être librement disponible au public dans toutes les médiathèques à travers le pays.
En avril 2007, Mortiis produisit un album de remixes intitulé Some Kind of Heroin, qui est une réédition du contenu de l'album The Grudge, via le label Earache Records. Cet opus a été produit en collaboration avec de grands noms de la scène rock tels que Gothminister, Implant, The Kovenant, Velvet Acid Christ, David Wallace Kubrick, etc.
La sortie de l'album The Great Deceiver était prévue pour l'année 2008 mais finalement, cet album ne sortit qu'en octobre 2010 à la suite de divers problèmes rencontrés pendant l'enregistrement studio. Dans cet opus, on peut entendre des arrangements de Chris Vrenna, batteur ayant joué avec des groupes tels que Nine Inch Nails et Stabbing Westward en 1992, mais aussi avec Marilyn Manson durant la tournée Against All Gods en 2004.

## Remixes par Mortiis
Mortiis a produit un certain nombre de remixes, mais la plupart sont produits uniquement sous la seule direction de Håvard Ellefsen. Les groupes musicaux proches de Mortiis ont signé avec le label belge Alfa Matrix pour remixer leurs chansons avec Mortiis. On retrouve Zombie Girl pour l'album Blood Brains And Rock'n'roll mais aussi Scintilla dans l'album Optique, Combichrist, Clan Of Xymox et bien d'autres.

## Style de Mortiis

### Apparence de Håvard Ellefsen
Depuis la création du groupe, Håvard Ellefsen n'a eu de cesse de modifier son apparence faciale en utilisant plusieurs alternatives avant d'utiliser un masque fait de prothèses et d'attaches. Le mythe Mortiis est né mais paradoxalement aussi, son ridicule, que Håvard Ellefsen rejeta avec dégoût.
Le masque d'origine est basé sur celui de Blix, un gobelin apparaissant dans le film Legend de Ridley Scott en 1985. Le studio d'enregistrement, qui a fait le masque Mortiis, a demandé un certificat de moralité pour le moulage. Au cours de l'Ère I, le masque couvrait entièrement le visage, mais à l'Ère III, il avait une apparence beaucoup plus travaillée. Håvard Ellefsen a également déclaré que le masque ne porte aujourd'hui aucune référence directe à la musique qu'il produit. Son choix est de passer d'une image culte préétablie à une nouvelle direction choisie. Il considère ce choix comme son désir de produire de l'art pour lui-même, et non pour les autres.
Håvard Ellefsen a fait le choix de dreadlocks quelque temps après l'Ère I. Ces tenues sont bien différentes du commun des mortels, ceci pour aider à produire l'image Mortiis. Lorsqu'on lui a demandé ce que ce masque représentait pour lui, il répondit :

« Je ne suis pas un lutin, ni même un troll, un elfe, ou comme quelqu'un vivant à l'époque médiévale. Je suis simplement Mortiis »

— Håvard Ellefsen
Håvard Ellefsen a été reconnu pour réparer ses vêtements en direct à l'aide de ruban adhésif noir pour boucher les trous et les déchirures qu'il fait sur ses tenues de scène. Il se couvre aussi de farine de maïs avant de monter sur scène.

### Textes et compositions musicales
Les premiers albums de Mortiis sont presque exclusivement écrits en norvégien, puis à la sortie de l'album The Stargate en 1998, les textes sont écrits principalement en anglais pour pouvoir toucher un public plus large et entrer dans la scène internationale. Les sujets qui sont abordés dans les chansons sont principalement la féerie, les émotions humaines comme la dépression et la colère.
Les musiques de Mortiis n'ont pas réellement de structure mais on remarque quand même la présence d'une construction classique des chansons comme les couplets et les refrains. Håvard Ellefsen produit aussi de très longues musiques généralement théâtrales durant plus d'un quart d'heure.
Avec l'album The Smell of Rain, Mortiis s'est détourné du dark ambient qu'il produisait auparavant pour des chansons plus adaptées à un large public comme l'electro et le rock industriel.

## Évolution du line-up
| Date        | Chant                         | Claviers & Arrangements | Guitare                           | Batterie     | Guitare basse                   |
| ----------- | ----------------------------- | ----------------------- | --------------------------------- | ------------ | ------------------------------- |
| 1993 à 2000 | Mortiis1                      | Mortiis                 | -                                 | -            | -                               |
| 2001        | Mortiis & Sarah Jezebel Deva2 | Mortiis                 | Christopher Amott & Mortal4       | Leo Troy5    | -                               |
| 2002        | Mortiis                       | Mortiis                 | Mortal                            | Leo Troy5    | -                               |
| 2003        | Mortiis                       | Mortiis & Levi Gawron3  | Sveinnungard Åsmund & Levi Gawron | Leo Troy5    | -                               |
| 2004        | Mortiis                       | Mortiis & Levi Gawron3  | Sveinnungard Åsmund & Levi Gawron | Leo Troy5    | -                               |
| 2005        | Mortiis                       | Mortiis & Levi Gawron3  | Sveinnungard Åsmund & Levi Gawron | Leo Troy5    | Endre Tonnesen & Magnus Abelsen |
| 2006        | Mortiis                       | Mortiis & Levi Gawron3  | Levi Gawron                       | Leo Troy5    | Ogee7                           |
| 2007        | Mortiis                       | Mortiis & Levi Gawron3  | Levi Gawron                       | Leo Troy5    | Ogee7                           |
| 2008        | Mortiis                       | Mortiis & Levi Gawron3  | Levi Gawron                       | Chris Kling6 | Ogee7                           |
| 2009        | Mortiis                       | Mortiis & Levi Gawron3  | Levi Gawron                       | Chris Kling6 | Ogee7                           |
| 2010        | Mortiis                       | Mortiis & Levi Gawron3  | Levi Gawron                       | Chris Kling6 | Ogee7                           |

1. Mortiis, Håvard Ellefsen 
2. Sarah Jezebel Deva, Sarah Jane Ferridge
3. Levi Gawron, Levi Gawrock Trøite
4. Mortal, Anund Grini
5. Leo Troy, Svein Traserud
6. Chris Kling, Joe Letz
7. Ogee, Åge Michael Trøite

## Projet parallèles

### Cintecele Diavolui
Discographie

### Fata Morgana
Discographie

### Vond
Discographie

## Discographie

### Albums
Ère I
Ère II
Ère III

### Vidéoclips
- Parasite God (2001)
- Mental Maelstrom (2001)
- The Grudge (2005)
- Decadent & Desperate (2005)
- Doppelganger (2015)
- The shining lamb of god (2016)

### Vidéographie
- Reisene Til Grotter Og Odemarker (1996)
- Soul in a Hole (2005)